# Ptychandra negrosensis
Ptychandra negrosensis är en fjärilsart som beskrevs av Banks, Holloway och Bryan Alwyn Barlow 1976. Ptychandra negrosensis ingår i släktet Ptychandra och familjen praktfjärilar. Inga underarter finns listade.